# Oligia modica
Oligia modica är en fjärilsart som beskrevs av Achille Guenée 1852. Oligia modica ingår i släktet Oligia och familjen nattflyn. Inga underarter finns listade i Catalogue of Life.